# Kanton Roanne-1
Der Kanton Roanne-1 ist seit 2015 ein französischer Wahlkreis im Arrondissement Roanne, im Département Loire und in der  Region Auvergne-Rhône-Alpes. Hauptort ist Roanne. 

## Gemeinden
Der Kanton besteht aus zwei Gemeinden und Gemeindeteilen mit insgesamt 29.755 Einwohnern (Stand: 2022) auf einer Gesamtfläche von 44,64 km²:
| Gemeinde        | Einwohner 1. Januar 2022 | Fläche km² | Dichte Einw./km² | Code INSEE | Postleitzahl |
| --------------- | ------------------------ | ---------- | ---------------- | ---------- | ------------ |
| Mably           | 7.246                    | 32,80      | 221              | 42127      | 42300        |
| Roanne          | 22.509                   | 11,84      | 1.901            | 42187      | 42300        |
| Kanton Roanne-1 | 29.755                   | 44,64      | 667              | 4211       | –            |

1. ↑   Nur der nördliche Teil der Gemeinde, der Rest gehört zum Kanton Roanne-2.